# Roberto Barontini
Roberto Barontini (Pistoia, 18 giugno 1934 – Pistoia, 10 agosto 2022) è stato un politico italiano.

## Biografia
Laureato in medicina, con specializzazioni in malattie polmonari e in endocrinologia. È stato Consigliere comunale a Pistoia per il Partito Repubblicano e poi assessore e vice-presidente alla Provincia di Pistoia.
Nel 1983 è candidato alla Camera per il PRI (circoscrizione Firenze-Pistoia); inizialmente non risulta eletto, ma il 20 settembre 1984 subentra a Montecitorio a seguito di un riconteggio dei voti (al posto del collega Carlo Fusaro). Alla Camera ricopre il ruolo di segretario della commissione bilancio e partecipazioni statali. Conclude il proprio mandato parlamentare nel 1987.
Impegnato nel volontariato: fu presidente della Croce Verde di Pistoia e anche dell'istituto Storico della Resistenza pistoiese, di cui divenne presidente onorario.
Fino alla morte è stato presidente onorario provinciale pistoiese di Sinistra Italiana.